# Alassane Diaby
Alassane Diaby (6 oktober 1995) is een Franse voetballer. Diaby speelt als centrale verdediger bij Lierse SK. Hij maakte zijn debuut op 9 augustus 2015 tegen KVV Coxyde en viel in voor Karim Hafez.

## Statistieken
| Seizoen        | Club           | Land           | Competitie         | Competitie | Competitie | Beker | Beker | Internationaal | Internationaal | Totaal | Totaal |
| Seizoen        | Club           | Land           | Competitie         | Wed.       | Dlp.       | Wed.  | Dlp.  | Wed.           | Dlp.           | Wed.   | Dlp.   |
| -------------- | -------------- | -------------- | ------------------ | ---------- | ---------- | ----- | ----- | -------------- | -------------- | ------ | ------ |
| 2015/16        | K. Lierse SK   | België         | Jupiler Pro League | 21         | 1          | 1     | 0     | —              | —              | 22     | 1      |
| Carrièretotaal | Carrièretotaal | Carrièretotaal | Carrièretotaal     | 21         | 1          | 1     | 0     | 0              | 0              | 22     | 1      |

Bijgewerkt t/m 30 april 2016.
2 Vinck ·
4 Frans ·
5 Boussaid ·
7 El-Gabas ·
8 Allach ·
11 Laurent ·
12 Kasmi ·
13 Buysens ·
14 Yakubu ·
15 Bourdin ·
16 Poelmans ·
17 Weuts ·
18 Wils ·
21 Sabir ·
22 Joachim ·
23 De Busser ·
24 Diarra ·
25 Binst ·
30 Goris ·
32 Andrei ·
34 Hall ·
39 Ntambwe ·
44 Janssens ·
44 Janssens ·
77 Yagan ·
Badibanga ·
Coach: Still